# В постели с дьяволом
В постели с дьяволом (нем. 666 – Traue keinem, mit dem du schläfst!) — немецкий кинофильм 2002 года, снятым режиссёром Райнером Мацутани. Идея фильма позаимствована из трагедии «Фауст» немецкого писателя Иоганна фон Гёте

## Сюжет
Фильм представляет собой современную версию «Фауста». Фрэнк Фауст идет на сделку с дьяволом по имени Мефисто, чтобы вернуть свою подругу Джениффер. Для того чтобы её вернуть дьяволу приходится превращаться в разные знаменитости, якобы имевшие дружбу с Фаустом. В определенный момент Мефисто обнаруживает, что он гей и влюбляется в Фауста. Чтобы переспать с ним, Мефисто даже превращается в Клаудию Шиффер. Но что он ни делал, Фауст говорит ему, что он любит только Дженнифер.

## В ролях
| Актёр              | Роль                      |
| ------------------ | ------------------------- |
| Ян Йозеф Лиферс    | Фауст                     |
| Армин Роде         | дьявол Мефисто Зонзее Ной |
| Зонзее Ной         | Дженнифер                 |
| Ханнс Цишлер       | отец Мефисто Князь Тьмы   |
| Туре Райфенштайн   | Аксел                     |
| Ральф Бауэр        | Ральф Бауэр               |
| Вольфганг М. Бауэр | демон 1                   |
| Штефан Юргенс      | демон 2                   |

### Камео
- Клаудия Шиффер
- Борис Беккер
- Бернд Айхингер
- Генри Маске
- Ирис Бербен
- Верона Пут
- Хайнер Лаутербах[англ.]